# مارت سیمن
مارت سیمن (انگلیسی: Mart Siimann؛ زادهٔ ۲۱ سپتامبر ۱۹۴۶) یک سیاست‌مدار اهل استونی است.
وی از مارس ۱۹۹۷ تا مارس ۱۹۹۹ میلادی نخست‌وزیر استونی بوده‌است، سیمن از سال ۲۰۰۱ تاکنون رئیس کمیته ملی المپیک استونی است.